# Óvodaérettség
A legtöbb gyermek hároméves korában kerül az első családon kívüli közösségbe, az óvodába.
Azok közül a gyerekek közül, akik már betöltötték a 3 éves életkort, sem biztos, hogy elkezdhetik a tanévet, még akkor sem, ha az óvodai helyük biztosított, az adott tanévre felvételt nyertek. Ezek a gyermekek még nem nevezhetők óvodaérettnek. Sokan viszont nem tudják, hogy mikor tekintünk egy gyermekre úgy, hogy érett az óvodai életre. Vegyük sorra ezeket, milyen szempontok alapján kaphatunk választ?

## Az óvodaérettség feltételei
1. Szobatisztaság A fizikai érettség területén alapvető feltétel a szobatisztaság. Ez a délutáni alvás idejére is vonatkozik. Az óvónők munkaköri kötelességei közé nem tartozik a pelenkázás, így a nem szobatiszta gyermeket a közösségbe egyáltalán be sem veszik. Előfordul ugyan az új helyzet kapcsán egy-egy baleset, vagy egy-egy stresszel teli napon még előfordul, hogy későn ér ki a WC-re a kicsi, illetve belefeledkezik a játékba, de mégsem ez kell, hogy a jellemző legyen.
2. Önállóság Az óvodában elvárható már egy bizonyos fokú önállóság, illetve önállóságra való törekvés a gyermek részéről. A tépőzáras cipőt levenni, fölvenni, a nadrágba belebújni, pólót, pulcsit, kabátot fölvenni tudjon. Fűzős cipő bekötésében, a kabát, nadrág begombolásában az óvónők még segítenek, de ezeket is hamarosan meg fogja tanulni magától. Nem csak az öltözködés terén kell önállónak lennie, de egyedül kell tudnia étkezni, a villát, kanalat magabiztosan kell tudnia használni.
3. Kifejezőképesség Fontos szempont az is, hogy a gyermek, legalább alapvető igényeivel kapcsolatban, ki tudja magát fejezni az óvónőkkel és kis társaival szemben is.  (Pl. szólnia kell tudni, hogy WC-re szeretne menni, éhes, szomjas, játszani szeretne, fáj valahol… stb.)
4. Lelki érettség A testi fejlettség mellett kiemelt szerepet kap az is, hogy a gyermek pár órára el tudja fogadni az anya távollétét, és hogy tisztában legyen azzal, hogy óvodai tartózkodása nem végleges, legyen biztos abban, hogy érte fognak jönni. Ugyanez az érettség vonatkozik a szülőre is, hogy a fizikai elválást el tudja fogadni.